# Французская реформатская церковь (Санкт-Петербург)
Французская реформатская церковь (Французско-немецкая реформатская церковь Святого Павла) — бывший храм реформатской церкви, построенный в 1839—1840 годах по проекту архитектора Г. А. Боссе. Расположен в Санкт-Петербурге (Большая Конюшенная улица, 25).

## История
С 1708 французское население, как и все протестанты, имело приход в лютеранской кирхе на дворе К. Крюйса в Немецкой слободе. В 1724 году произошло отделение и образование совместной с немцами реформатской общины, которая разместилась в доме купца Жана Пеллонтье. На первом проводимом в новообразовавшейся общине крещении 31 июля 1724 года Пётр I был восприемником сына лейб-хирурга Гови, и кресло, в котором сидел император, хранилось затем в помещении церкви.
2 января 1728 года община купила за 1,5 тысячи рублей участок на Большой Конюшенной улице, где была выстроена небольшая деревянная церковь. На её украшение императрица Анна Иоанновна пожертвовала 1 тысячу рублей. Освящение храма состоялось в 1731 году, но в 1762 году пожар полностью его уничтожил. Французы-реформаты около десяти лет посещали голландскую церковь на Невском.

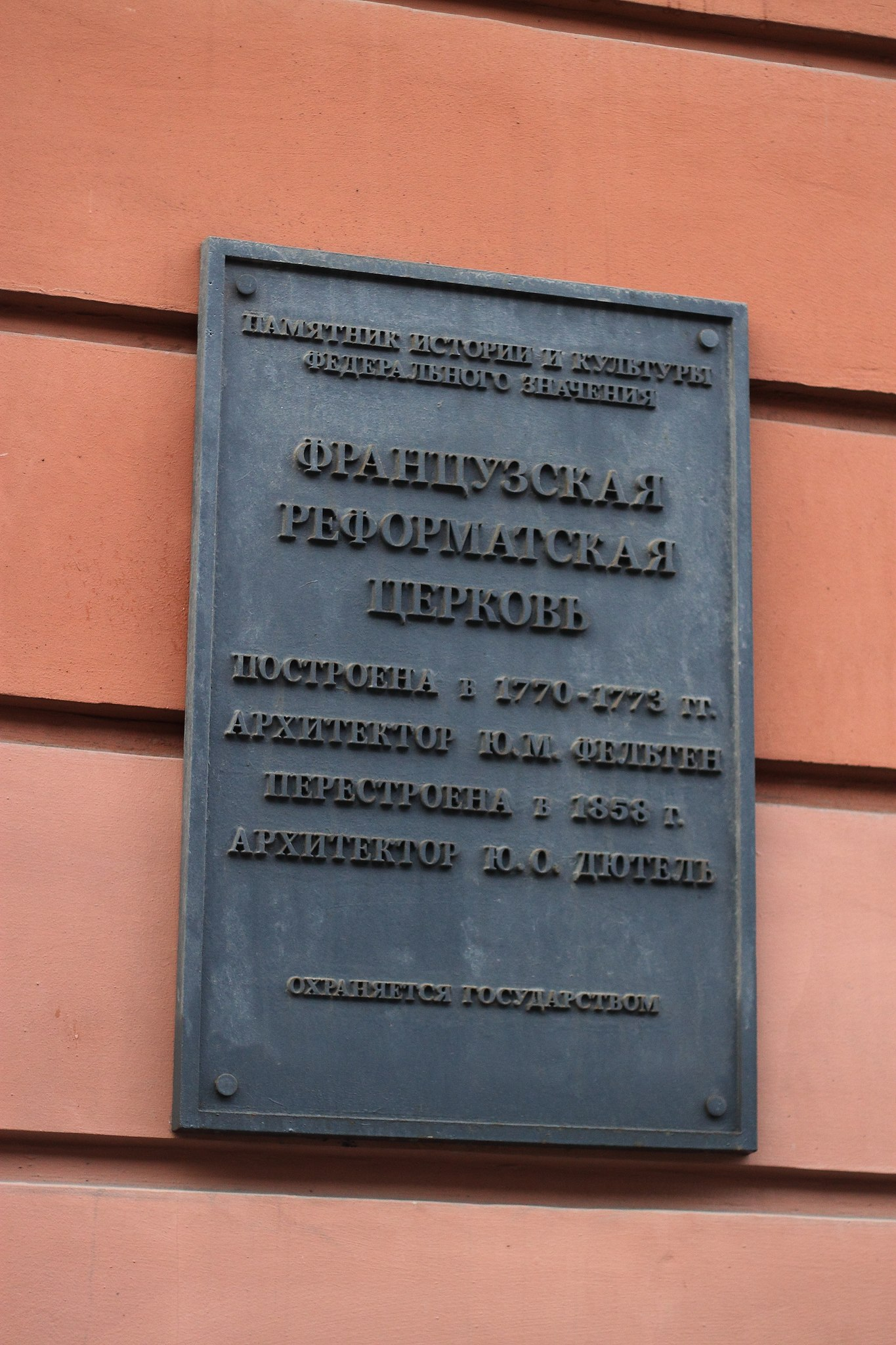
Табличка на здании Реформаторской церкви

13 мая 1770 было заложено новое здание Французско-немецкой реформатской церкви Св. Павла, которое сооружалось в течение двух лет по проекту архитектора Ю. М. Фельтена. На новый каменный храм собрал средства лейб-хирург Фусадье. Также в строительстве участвовал каменных дел мастер Дж. Руска. Украшенный плоским куполом с золотым крестом храм на 300 человек расположился вдоль красной линии. Церковь была освящена 22 декабря 1772 года.
В 1839 году начинается перестройка здания по проекту архитектора Г. А. Боссе. Работы завершились 12 ноября 1840 года новым освящением кирхи. В 1850 году в ней был установлен новый орган мастера Т. Метцеля из Регенсбурга.
В 1858 году немцы-реформаты получили участок для постройки собственного храма на берегу Мойки (Большая Морская ул., 58). Тогда же здание на Большой Конюшенной приобретает новый вид в стиле неоренессанс (арх. Ю. О. Дютель). Первоначальный вид фасада был изменён на более соответствующий французской церкви.
В 1864 году архитектор А. Х. Пель занимался переделкой интерьеров здания.
С 1827 года при церкви работала школа.
Во второй половине XIX века более 40 лет служил пастор Кротте, сменил его Жан-Эдуард Витто.
В 1898 году произошёл пожар, после чего здание было отремонтировано с установкой новых перекрытий.
На рубеже веков в Петербурге жило около 3000 французов, в основном католиков. Перед революцией из 800 прихожан только половину составляли французы.
После закрытия храма в 1924—1930 годах в здании размещались Богословские курсы баптистов, а затем — Дом атеистической пропаганды.
С 1937 года в здании размещается Городской шахматный клуб имени М. И. Чигорина. В стенах этого клуба играли чемпионы мира Эм. Ласкер и Х. Р. Капабланка. В клубе числились М. М. Ботвинник, Б. В. Спасский, А. Е. Карпов.
Здесь была открыта и до сих пор работает знаменитая пышечная «Желябова 25», которая внесена в Красную книгу памятных мест Петербурга. За последние 50 лет в пышечной не изменился ни ассортимент, ни рецепты приготовления основных двух продуктов: кофе и пышек.